# 大竹テレビ中継局
大竹テレビ中継局（おおたけテレビちゅうけいきょく）は、広島県大竹市にあるテレビ中継局である。なお、同じ大竹市内にあったNHK大竹テレビ中継局とNHK大竹元町テレビ中継局についても、このページで記載する。

## 概要
- 当中継局は、大竹市小方町小方字苦ノ坂東山の立戸山にあり、広島親局送信所からの電波が届きにくい県内大竹市・廿日市市（旧大野町・旧宮島町）や山口県玖珂郡和木町の各一部へ電波を発射している。アナログ放送時代、すでに大竹局が存在したNHKでは中継局名が大竹立戸局となり、大竹市内に中継局のなかった民放では大竹局となったが、NHK大竹・大竹元町両局が廃止されたため、デジタル放送では全局が大竹局となっている。
- 隣接局との混信防止のため、垂直偏波で送信されている。

## 大竹テレビ中継局

### デジタルテレビ放送
| リモコン 番号 | 放送局名              | チャンネル 番号 | 空中線 電力 | ERP  | 偏波面   | 放送対象 地域 | 放送区域 内世帯数 | 運用開始日     |
| 1             | NHK 広島総合          | 14              | 1W          | 4.6W | 垂直偏波 | 広島県        | 約14,000世帯      | 2008年 3月24日 |
| 2             | NHK 広島教育          | 15              | 1W          | 4.7W | 垂直偏波 | 全国          | 約14,000世帯      | 2008年 3月24日 |
| 3             | RCC 中国放送          | 18              | 1W          | 4.4W | 垂直偏波 | 広島県        | 約14,000世帯      | 2008年 3月24日 |
| 4             | HTV 広島テレビ放送    | 19              | 1W          | 4.5W | 垂直偏波 | 広島県        | 約14,000世帯      | 2008年 3月24日 |
| 5             | HOME 広島ホームテレビ | 22              | 1W          | 4.4W | 垂直偏波 | 広島県        | 約14,000世帯      | 2008年 3月24日 |
| 8             | TSS テレビ新広島      | 23              | 1W          | 4.6W | 垂直偏波 | 広島県        | 約14,000世帯      | 2008年 3月24日 |

- 所在地： 広島県大竹市小方町小方字苦ノ坂東山（立戸山）[1][2]
- 放送区域は、大竹市と廿日市市の各一部[1][2]。
- 2008年2月19日に予備免許が交付され[5]、3月中旬から試験放送を開始、3月24日に本放送を開始した[4]。
- 全局、広島親局送信所（絵下山）とチャンネルが同一。

### アナログテレビ放送
| チャンネル 番号 | 放送局名              | 空中線 電力       | ERP                | 偏波面   | 放送対象 地域 | 放送区域 内世帯数 | 運用開始日      |
| 24              | HOME 広島ホームテレビ | 映像10W/ 音声2.5W | 映像48W/ 音声12W   | 垂直偏波 | 広島県        | 約8,000世帯       | 1976年 12月25日 |
| 26+             | HTV 広島テレビ放送    | 映像10W/ 音声2.5W | 映像48W/ 音声12W   | 垂直偏波 | 広島県        | 約8,000世帯       | 1976年 12月25日 |
| 43              | TSS テレビ新広島      | 映像10W/ 音声2.5W | 映像54W/ 音声13.5W | 垂直偏波 | 広島県        | 約8,000世帯       | 1976年 12月25日 |
| 57+             | RCC 中国放送          | 映像10W/ 音声2.5W | 映像42W/ 音声10.5W | 垂直偏波 | 広島県        | 約8,000世帯       | 1976年 12月25日 |
| 59+             | NHK 広島総合          | 映像10W/ 音声2.5W | 映像42W/ 音声10.5W | 垂直偏波 | 広島県        | 約8,000世帯       | 1976年 12月25日 |
| 61+             | NHK 広島教育          | 映像10W/ 音声2.5W | 映像42W/ 音声10.5W | 垂直偏波 | 全国          | 約8,000世帯       | 1976年 12月25日 |

- 「+」は、+10kHzのオフセットあり。
- 放送区域は、大竹市と廿日市市の旧佐伯郡大野町域の各一部。
- 中継局名は、NHKが「大竹立戸」、民放が「大竹」である。
- 2011年7月24日をもってすべて廃止された。

## NHK大竹テレビ中継局

### アナログテレビ放送
| チャンネル 番号 | 放送局名     | 空中線 電力       | ERP            | 偏波面   | 放送対象 地域 | 放送区域 内世帯数 | 運用開始日     |
| 50+             | NHK 広島教育 | 映像10W/ 音声2.5W | 映像-W/ 音声-W | 垂直偏波 | 全国          | -                 | 1968年 1月28日 |
| 54+             | NHK 広島総合 | 映像10W/ 音声2.5W | 映像-W/ 音声-W | 垂直偏波 | 広島県        | -                 | 1968年 1月28日 |

- 所在地： 広島県大竹市阿多田（阿多田島）
- 「+」は、+10kHzのオフセットあり。
- 2011年7月24日をもってすべて廃止された。

## NHK大竹元町テレビ中継局

### アナログテレビ放送
| チャンネル 番号 | 放送局名     | 空中線 電力       | ERP            | 偏波面   | 放送対象 地域 | 放送区域 内世帯数 | 運用開始日     |
| 1-              | NHK 広島教育 | 映像1W/ 音声0.25W | 映像-W/ 音声-W | 水平偏波 | 全国          | -                 | 1969年 7月10日 |
| 9-              | NHK 広島総合 | 映像1W/ 音声0.25W | 映像-W/ 音声-W | 水平偏波 | 広島県        | -                 | 1969年 7月10日 |

- 所在地：広島県大竹市大竹町大竹（秋葉山中腹）
- 「-」は、-10kHzのオフセットあり。
- 2011年7月24日をもってすべて廃止された。